# Kate Elliott (aktorka)
Kate Elliott (ur. 30 grudnia 1981 w Auckland) – nowozelandzka aktorka filmowa i telewizyjna.

## Biografia i kariera
Kate Elliott urodziła się 30 grudnia 1981 roku w Auckland. W wieku 14 lat pojawiła się w serialach telewizyjnych i filmach, a także wystąpiła w różnych reklamach telewizyjnych w Nowej Zelandii.
W 2007 roku Elliott wystąpiła w roli Dawn w horrorze 30 dni mroku, a dwa lata później zagrała rolę Giny Delaney, jednej z "Liberatorów" w serialu obyczajowym The Cult, emitowanym dawniej na nowozelandzkim kanale TV2. Wystąpiła również w innych filmach jak The Locals, Fracture, Toy Love, a także w serialach telewizyjnych m.in. The Insider's Guide To Love, Xena: Wojownicza księżniczka i wielu innych.
Dnia 17 stycznia 2006 roku, Elliott wyszła za Milana Boricha, lidera nowozelandzkiego zespołu rockowego Pluto, z którym ma córkę.

## Filmografia
| Rok  | Tytuł               | Rola           | Notatki              |
| ---- | ------------------- | -------------- | -------------------- |
| 2001 | No One Can Hear You | Lisa Burchall  |                      |
| 2002 | Toy Love            | Chlo           |                      |
| 2003 | The Locals          | Kelly          |                      |
| 2004 | Fracture            | Leeanne Rosser |                      |
| 2006 | Knife Shift         | Rachel         | Film krótkometrażowy |
| 2007 | 30 dni mroku        | Dawn           |                      |
| 2012 | Fresh Meat          | Gigi           |                      |

| Rok       | Tytuł                               | Rola                | Notatka                                                                                       |
| --------- | ----------------------------------- | ------------------- | --------------------------------------------------------------------------------------------- |
| 1997      | House of Sticks                     | Cammy Anders        | serial telewizyjny                                                                            |
| 1998      | Xena: Wojownicza księżniczka        | Yakut               | Odcinek: "Adventures in the Sin Trade: Part 1" Odcinek: "Adventures in the Sin Trade: Part 2" |
| 1999      | Xena: Wojownicza księżniczka        | Yakut               | Odcinek: "Them Bones, Them Bones"                                                             |
| 2000      | Xena: Wojownicza księżniczka        | Yakut               | Odcinek: "Lifeblood"                                                                          |
| 2000      | Cleopatra 2525                      | Lily                | 3 odcinki                                                                                     |
| 2002      | Always Greener                      | Hayley              | Odcinek: "Mirror Image"                                                                       |
| 2002      | Street Legal                        | Melanie Wyeth       | Odcinek: "Game of Hack"                                                                       |
| 2006      | The Insiders Guide to Love          | Nicole              | Odcinek: "Fallen in Love Lately?"                                                             |
| 2007      | The Adventures of Voopa the Goolash | Lali                | 13 odcinków                                                                                   |
| 2009      | The Cult                            | Gina Delaney        | 13 odcinków                                                                                   |
| 2011      | Bliss                               | Katherine Mansfield | film telewizyjny                                                                              |
| 2011-2012 | Power Rangers Samurai               | Dayu (głos)         | 32 odcinki                                                                                    |